# Villages fortifiés à Hong Kong

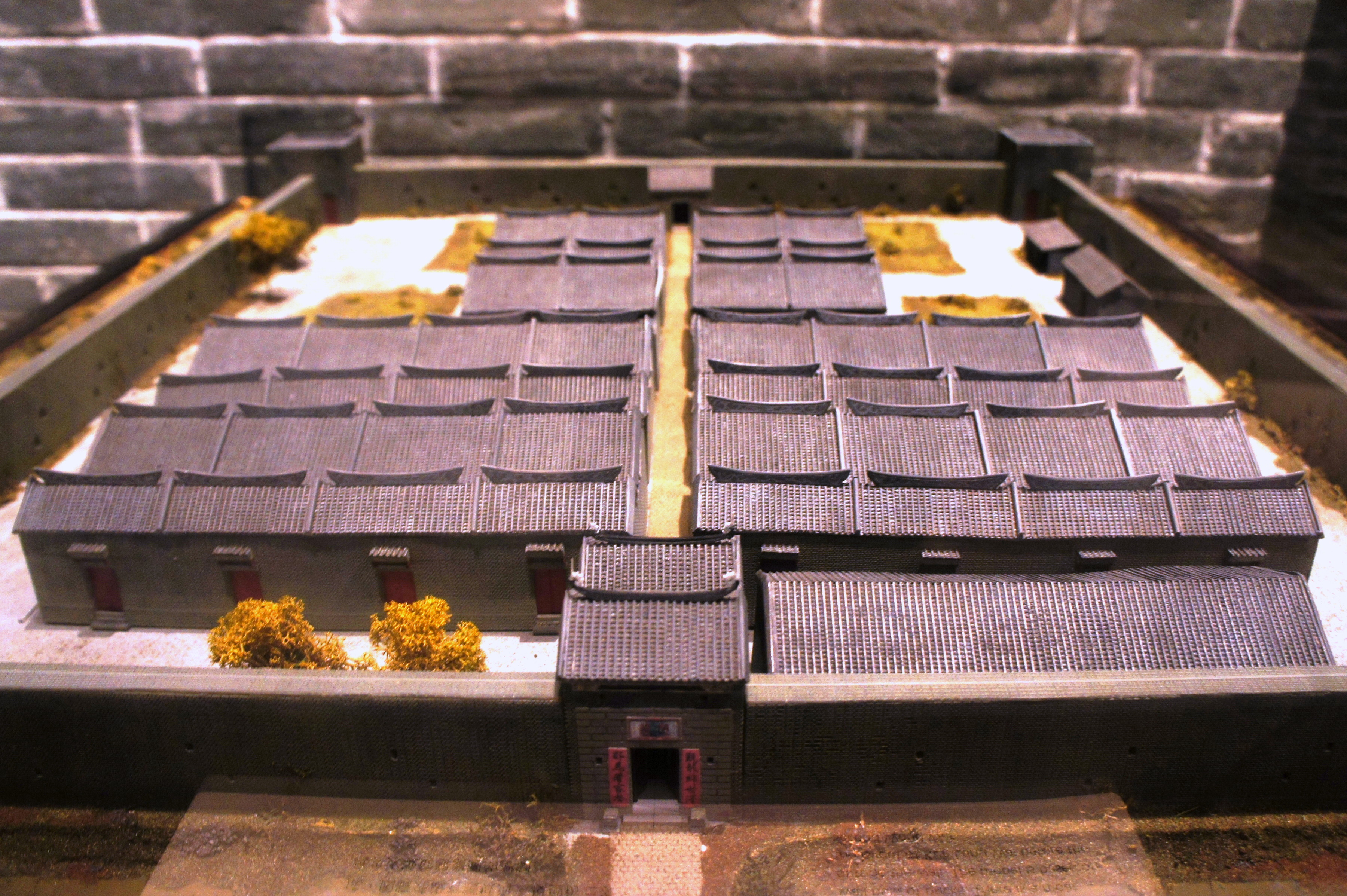
Maquette du village fortifié de San Wai (新圍) aussi appelé Kun Lung Wai (覲龍圍), exposée au musée du patrimoine de Hong Kong.

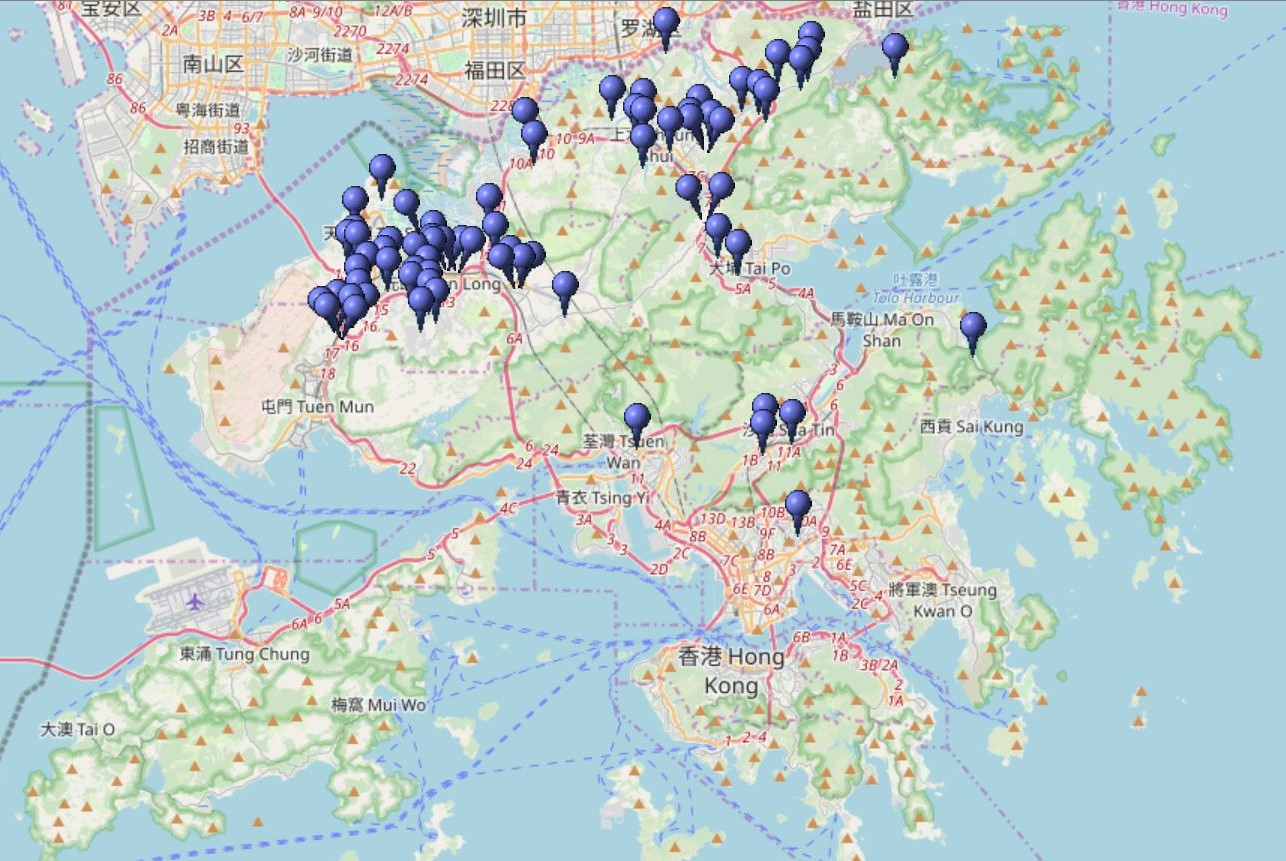
Localisation des villages fortifiés à Hong Kong.

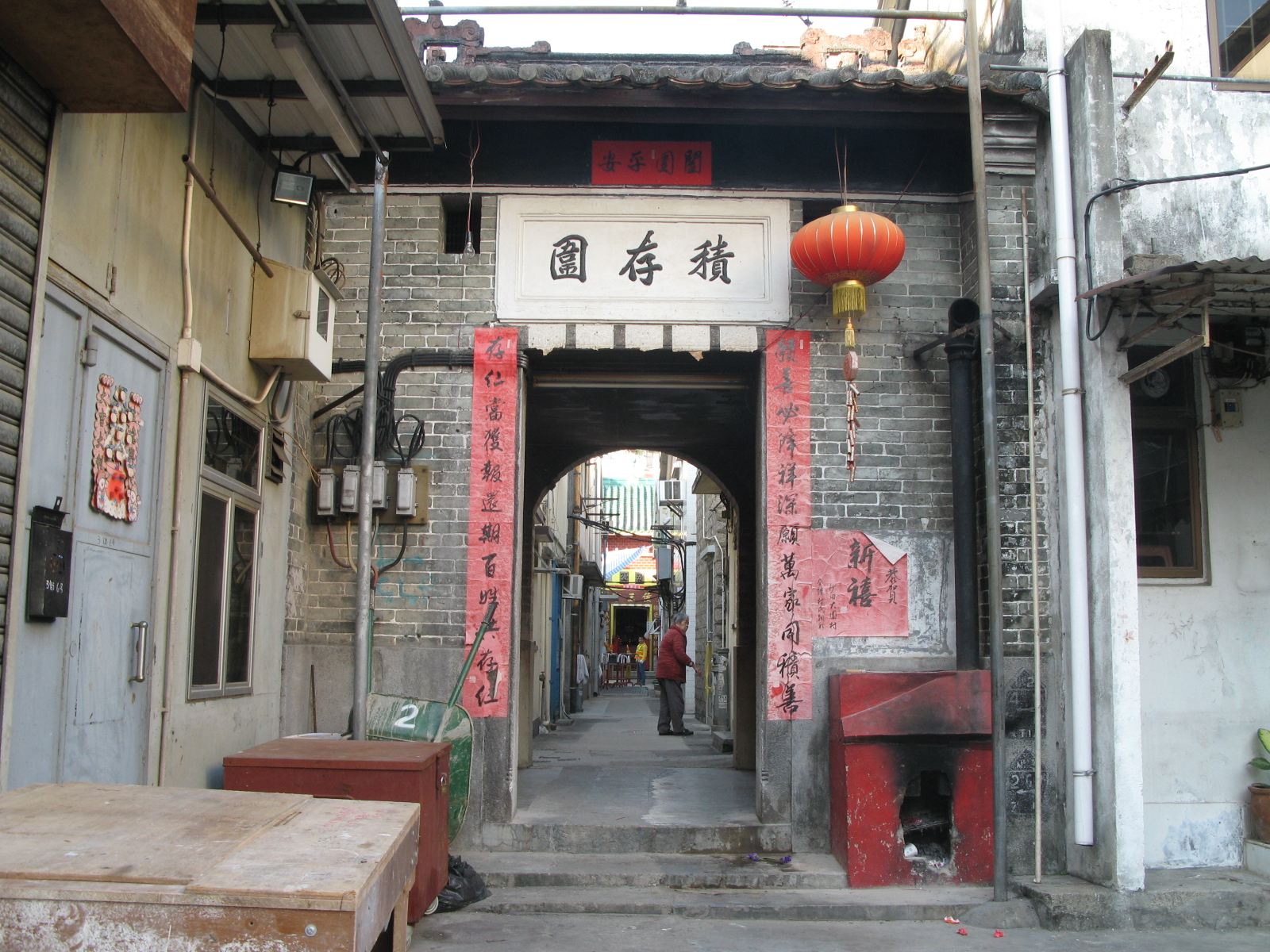
Entrée principale du village de.

La plupart des villages fortifiés à Hong Kong se trouvent dans les Nouveaux Territoires.
Sous les dynasties Ming et Qing, les côtes du Guangdong sont une zone active de piraterie, et la région maritime de Hong Kong est particulièrement vulnérable aux attaques des pirates. Les rivages sinueux, les terres vallonnées et les îles, ainsi que l'éloignement des centres administratifs ont fait du territoire de Hong Kong une excellente cachette pour les pirates. Les villages, punti (en) et hakka, ont donc construit des murs de protection. Certains villages se sont même protégés avec des canons. Au fil du temps, les murs de la plupart des villages fortifiés ont été partiellement ou totalement démolis.

## Noms
En cantonais punti, wai (圍, « fortifié ») et tsuen (村, « village ») étaient autrefois des synonymes, d'où le fait que la plupart des noms de lieux qui incluent le terme wai étaient à un moment donné un village fortifié.

## Conservation du patrimoine
Deux sentiers du patrimoine passent par ce type de villages :
- le sentier du patrimoine de Ping Shan. Un village fortifié : Sheung Cheung Wai (en) (上璋圍).
- le sentier du patrimoine de Lung Yeuk Tau. Cinq villages fortifiés : Lo Wai (en) (老圍), Ma Wat Wai (麻笏圍), San Wai (新圍, aussi appelé Kun Lung Wai (覲龍圍), Tung Kok Wai (東閣圍, aussi appelé Ling Kok Wai), Wing Ning Wai (永寧圍).

## Caractéristiques
Les villages fortifiés de Hong Kong sont caractérisés par des maisons disposées en rangée parallèles et séparées par des ruelles étroites dans un bloc carré ou rectangulaire.

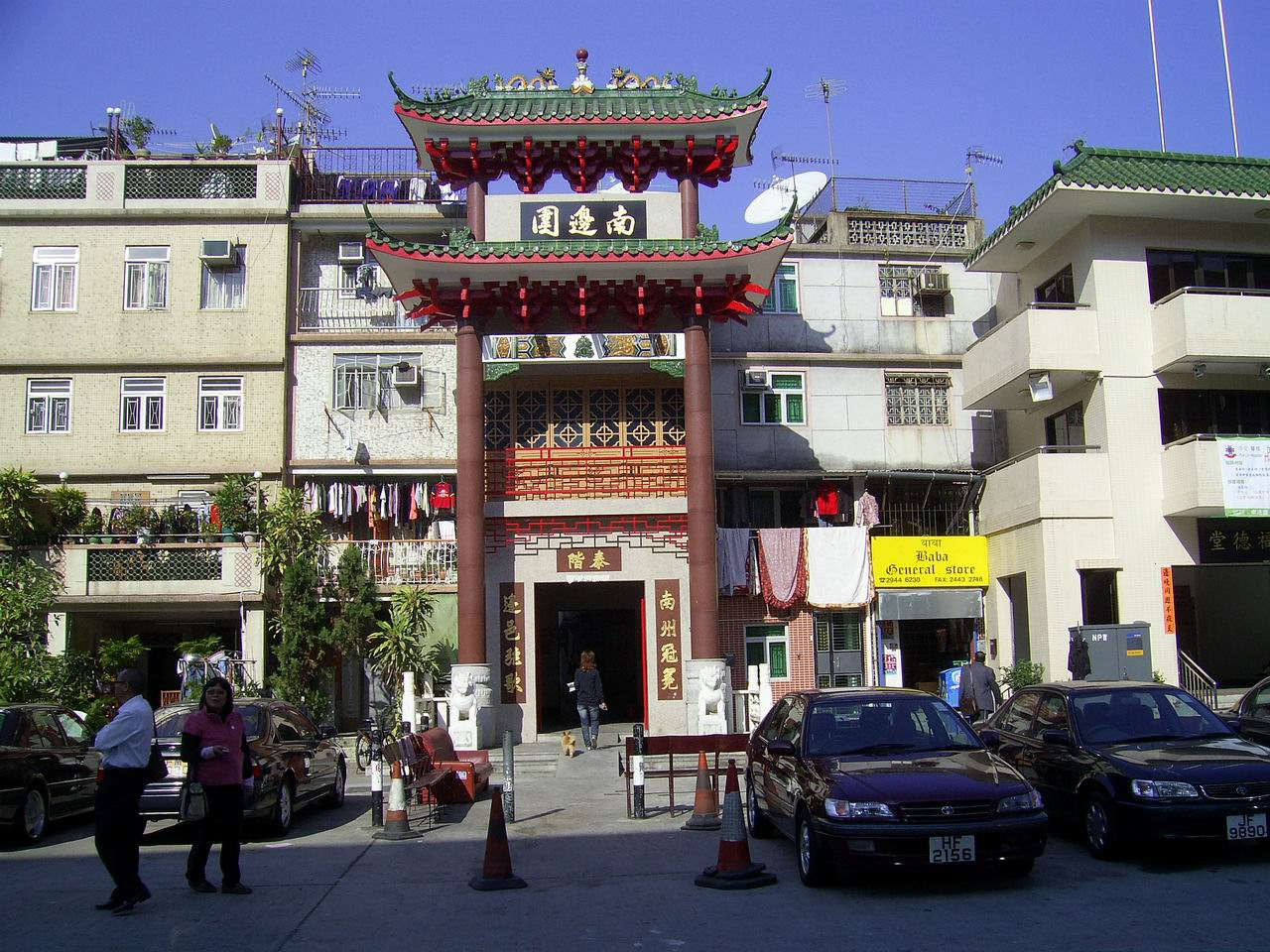
Porte d'entrée de Nam Pin Wai (en).
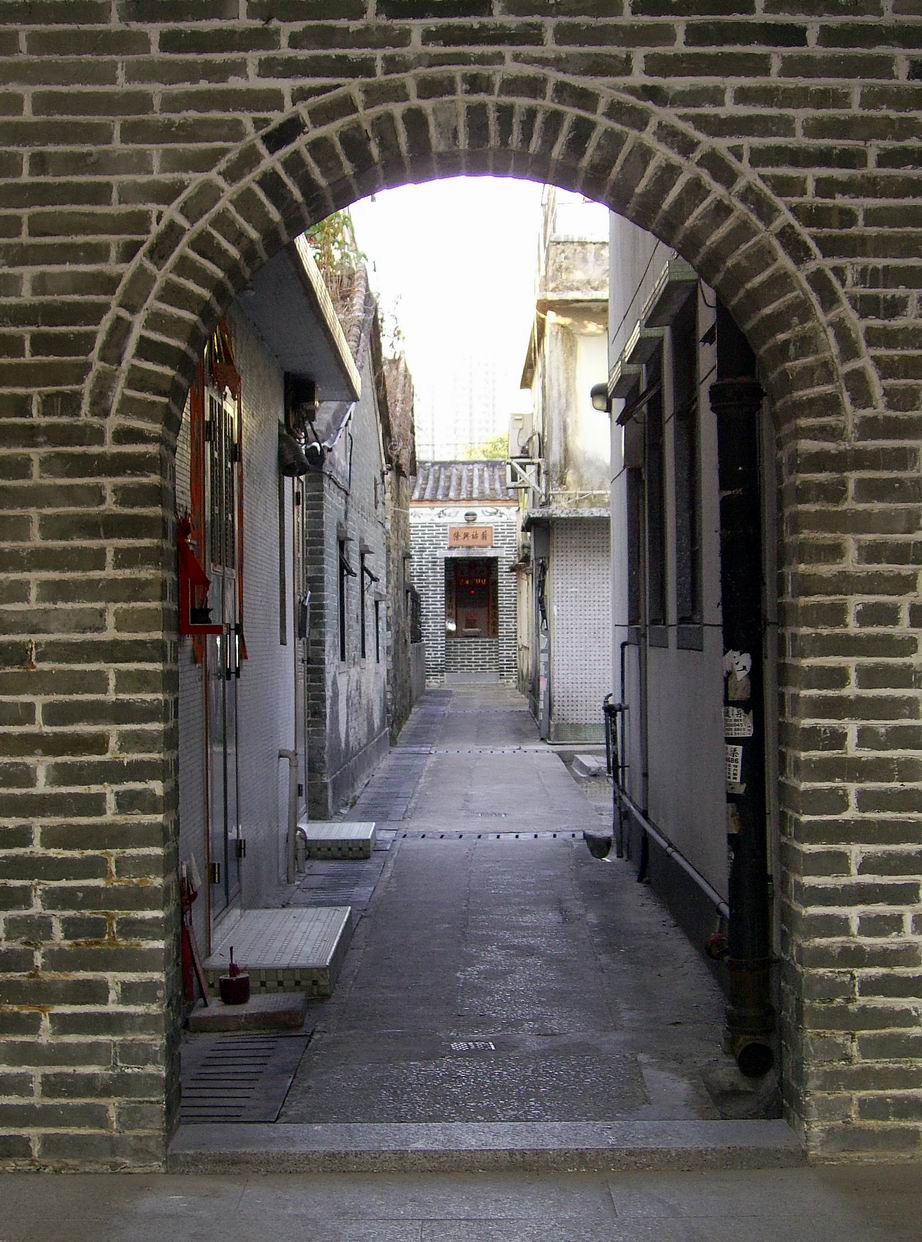
Axe central de Sheung Cheung Wai (en).
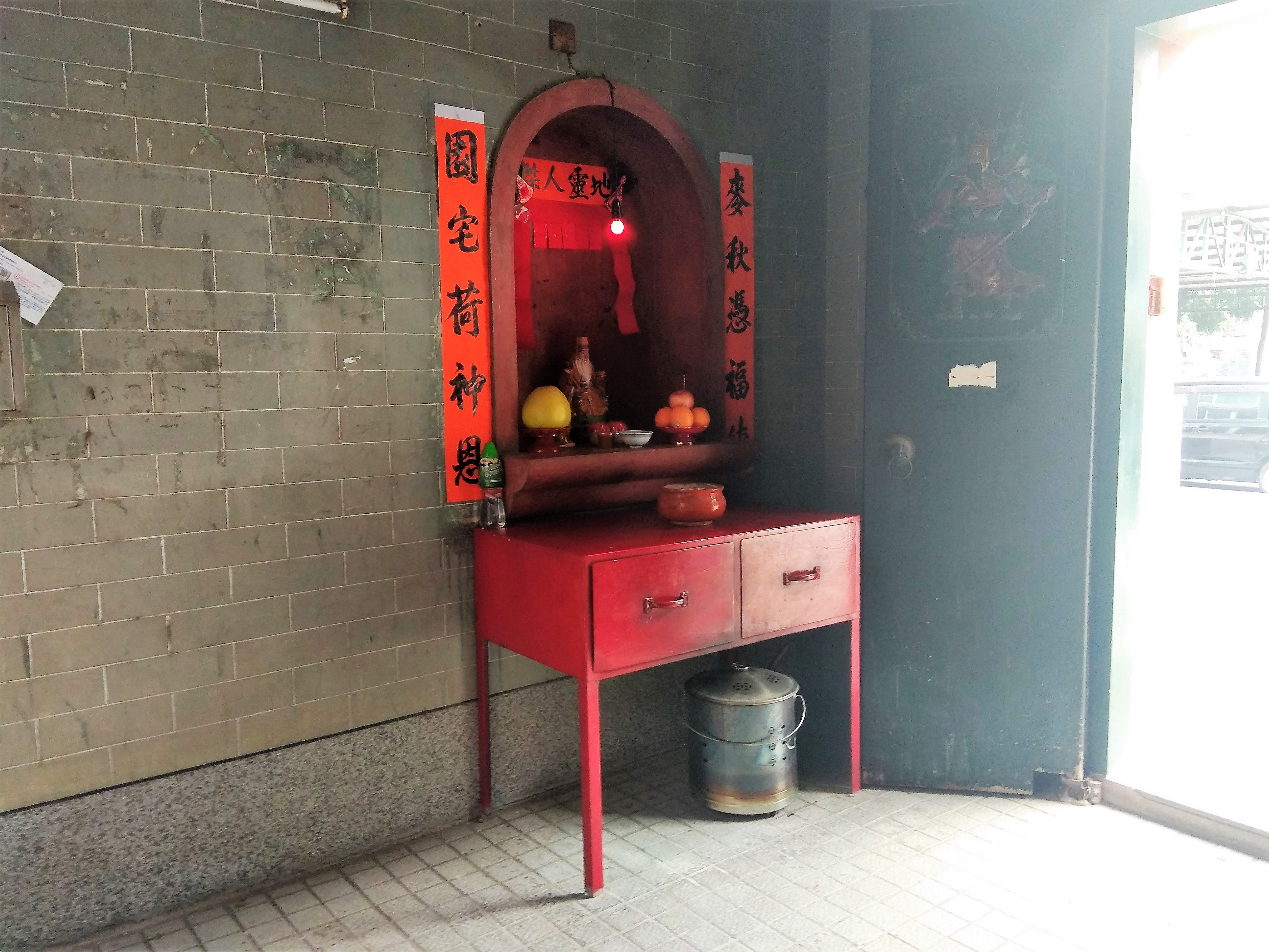
Autel de Tudigong dans la porte d'entrée de Tsing Chuen Wai (en).
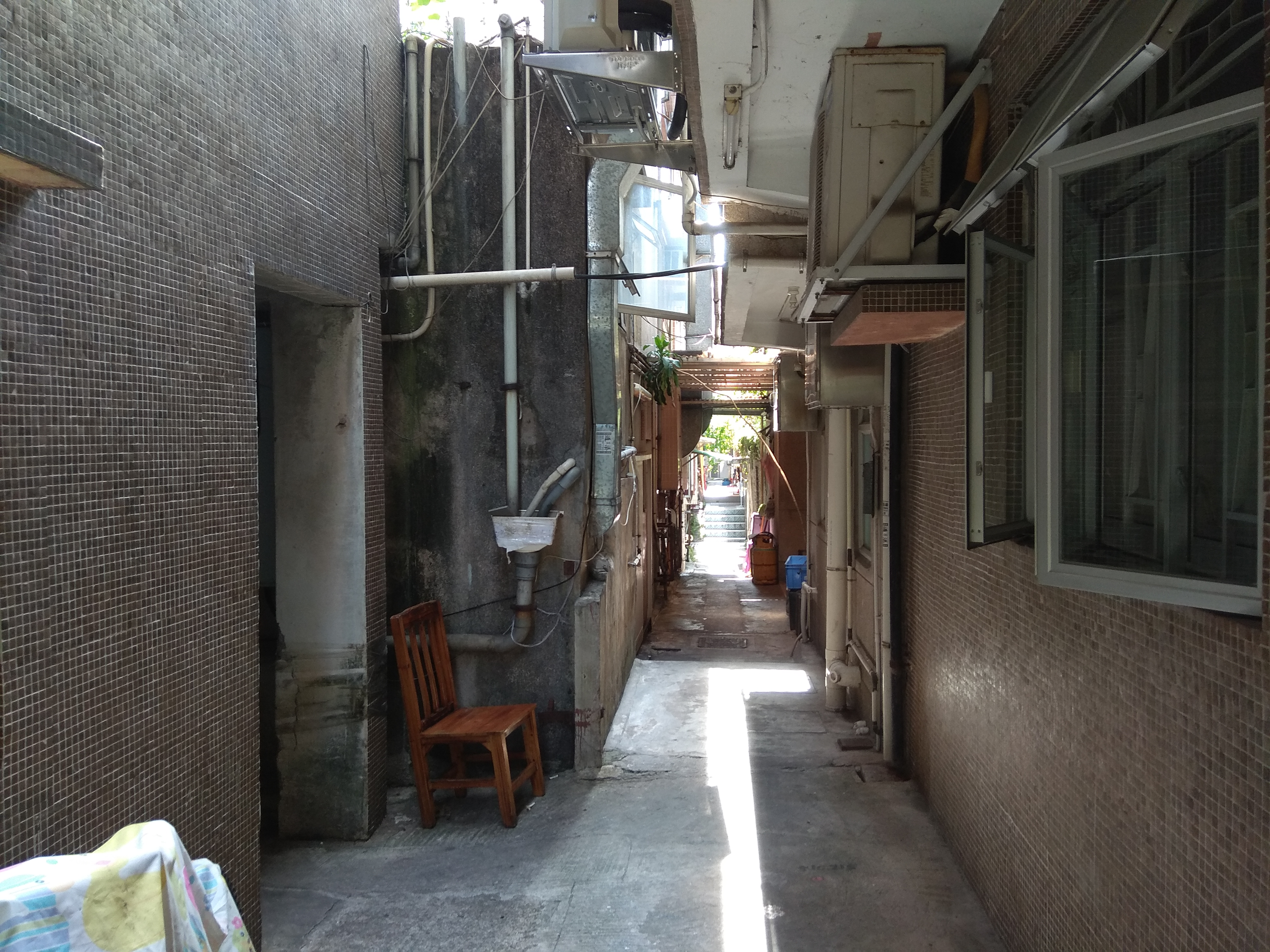
Une ruelle étroite à Lam Tei Tsuen (en), typique des villages fortifiés de Hong Kong.
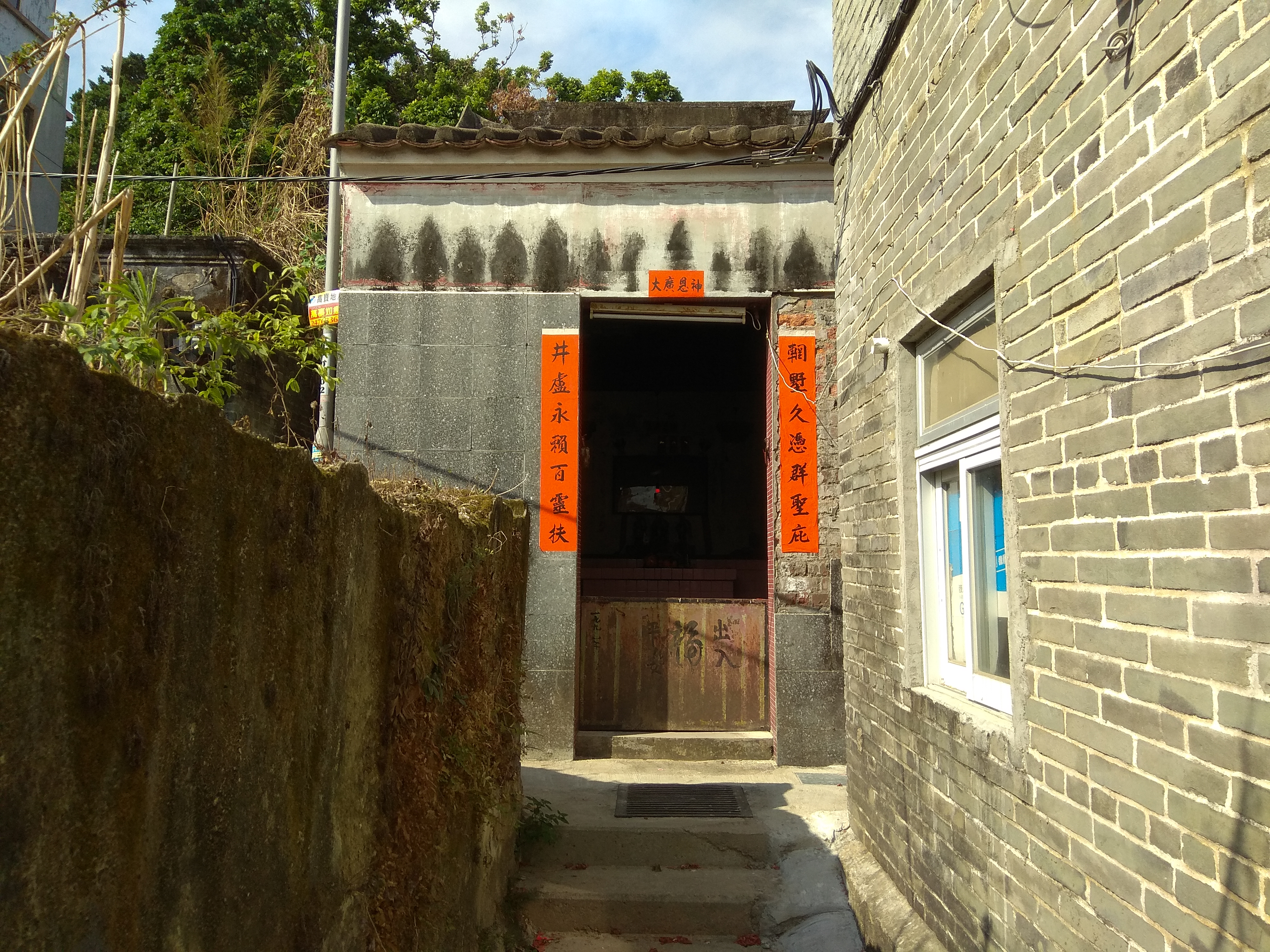
Sanctuaire du village de Mong Tseng Wai (en), au bout de l'axe central.

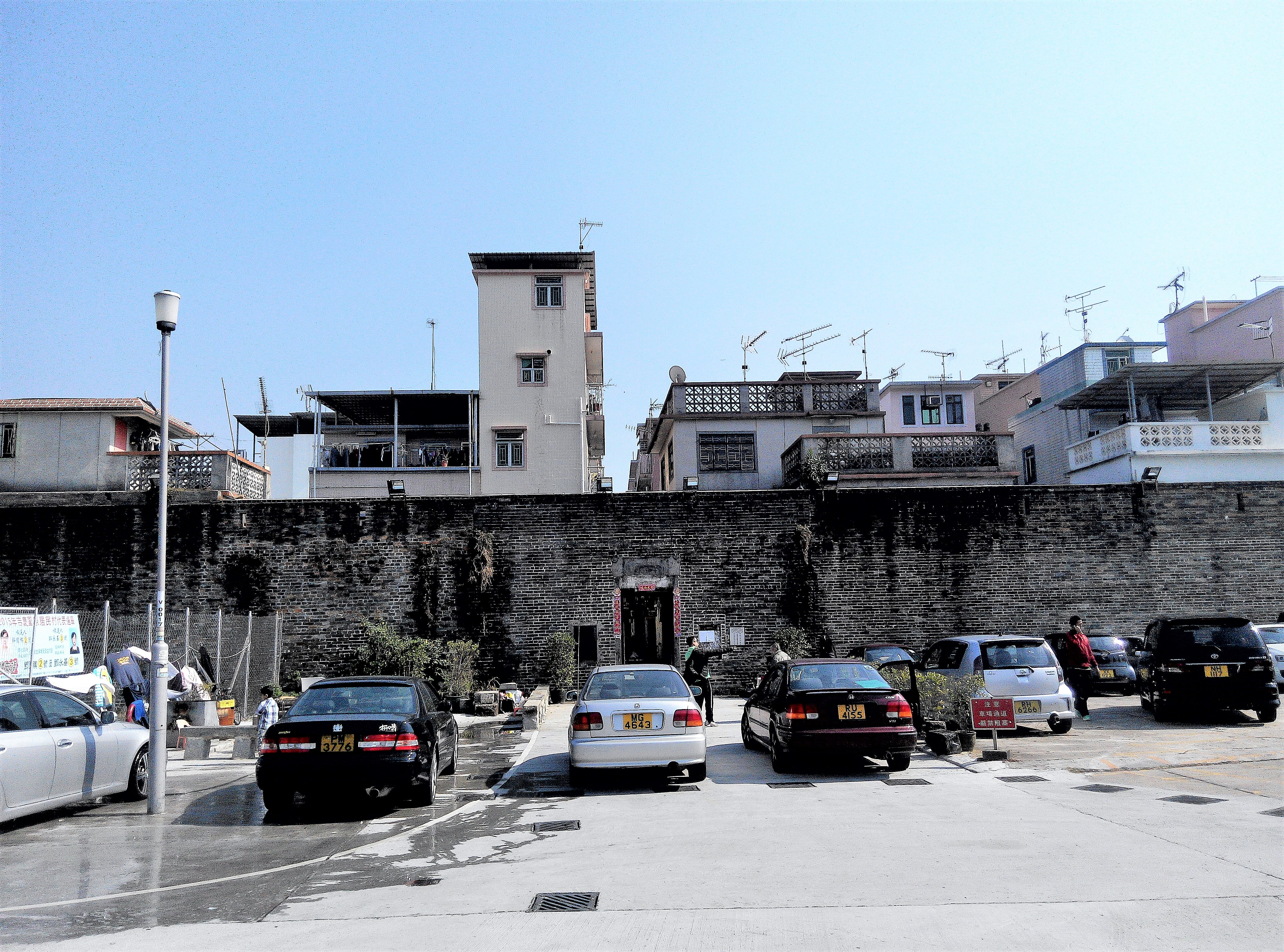
Mur de Kat Hing Wai
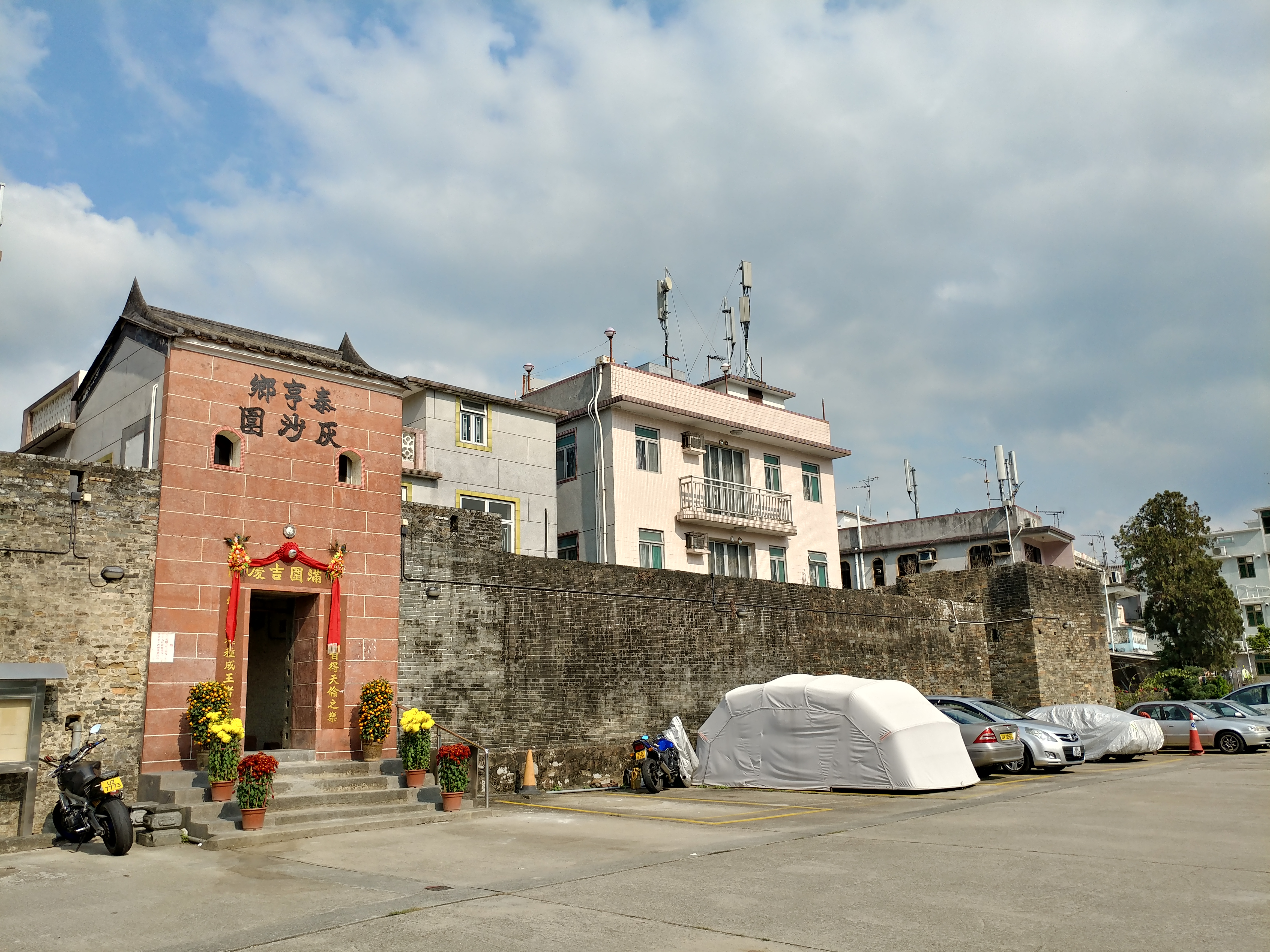
Mur de Fui Sha Wai (en), Tai Hang.
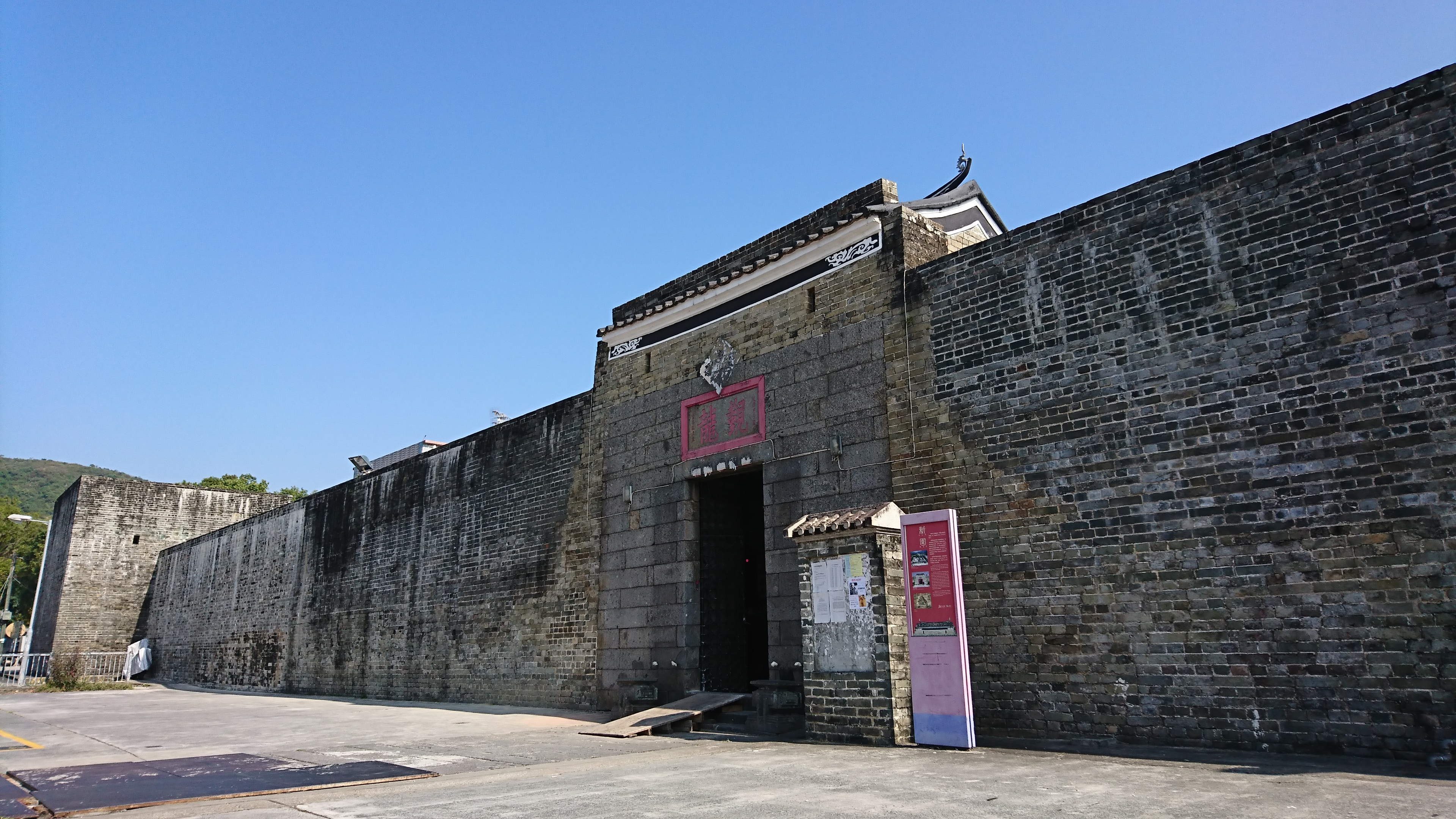
Mur de San Wai, aussi appelé Kun Lung Wai.
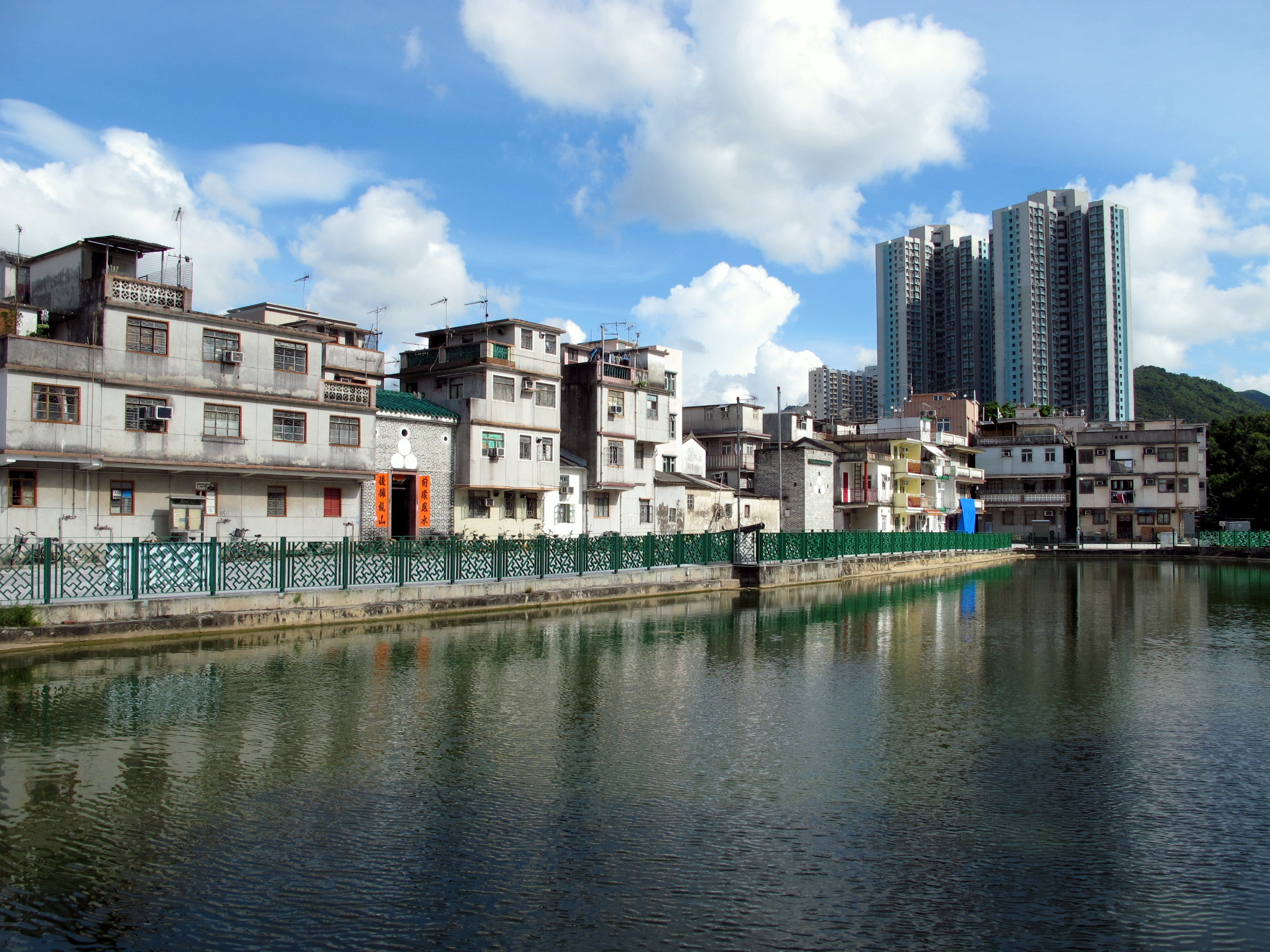
Étang du village de Fanling Wai (en).
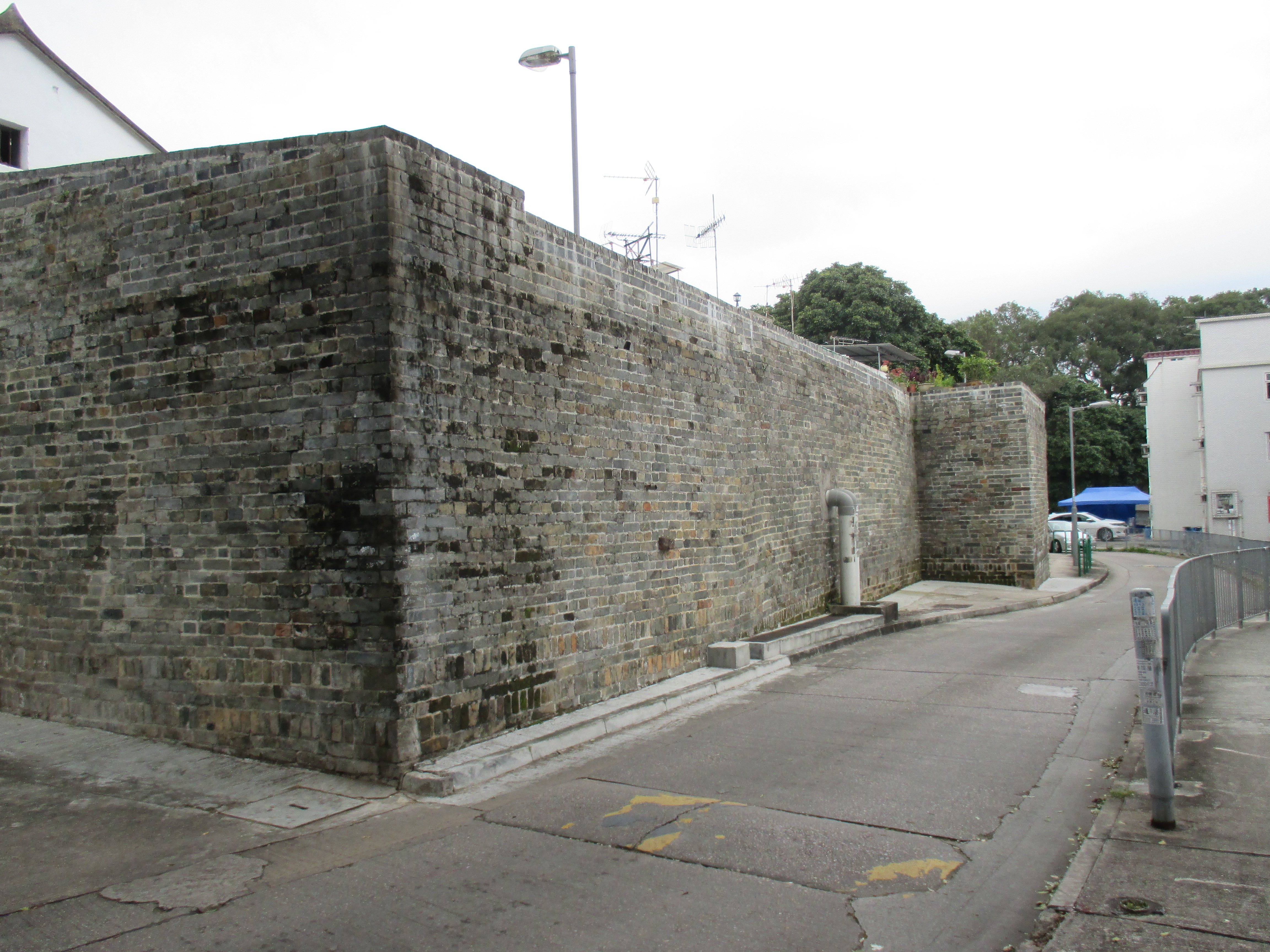
Mur de Lo Wai (en).

## Villages fortifiés célèbres

### Kat Hing Wai

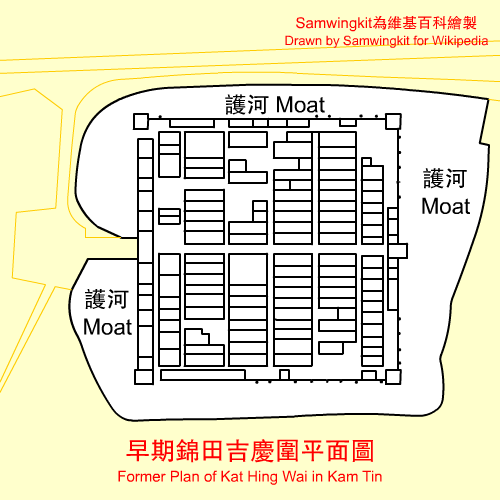
Plan historique du village fortifié de Kat Hing Wai à Kam Tin.

Kat Hing Wai (吉慶圍) est un village fortifié punti (en) situé dans le district de Yuen Long. Il est souvent cru comme étant hakka, car les habitants ont des traditions similaires. Cependant, le peuple punti est originaire du sud de la Chine et est le premier à s'installer à Hong Kong. Les habitants de Kat Hing Wai parlent cantonais plutôt que hakka. Familièrement connu sous le nom de Kam Tin (en), d'après le nom de la région, il abrite environ 400 descendants du clan Tang (en), qui a construit le village au XVIIe siècle.
Kat Hing Wai est un village fortifié rectangulaire (100 m x 90 m). En tant que bastion familial, il a bien servi les Tang à travers les siècles, protégeant les habitants contre les bandits, les clans rivaux et les tigres sauvages. Sous la dynastie Qing, un mur de briques bleues de cinq mètres de haut et quatre tours à canon sont ajoutés pour se défendre contre les bandits. Aujourd'hui, le village est encore complètement entouré de murs de 45 cm d'épaisseur, à l'extérieur desquels se trouvent les restes des douves. Cependant, la plupart des maisons à l'intérieur des murs ont été reconstruites ces dernières années. Il n'y a qu'une seule entrée étroite, avec deux portes en fer.

### Tsang Tai Uk

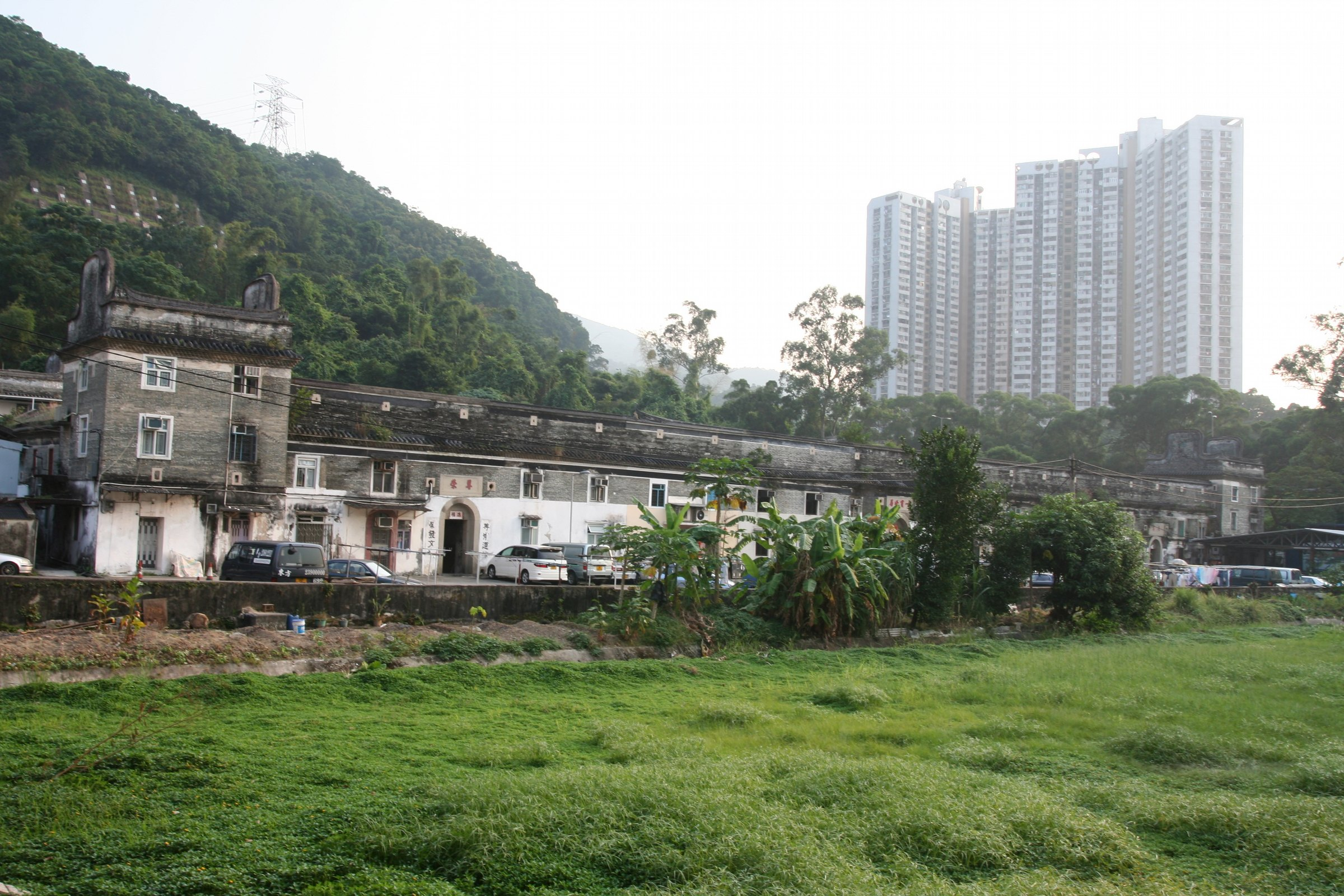
External view of Tsang Tai Uk.

Tsang Tai Uk (曾大屋), aussi appelé Shan Ha Wai, est un autre village fortifié hakka bien connu à Hong Kong, et l'un des mieux préservés. Il est situé à Sha Tin, au sud de la résidence Pok Ho (en), non loin du tunnel de la roche du Lion (en). Construit pour devenir un bastion du clan Tsang, sa construction commence en 1847 et dure environ 20 ans. Le village est fait de granit, de briques grises et de bois massif.

### Sheung Shui Wai
Sheung Shui Wai (上水圍), aussi appelé Sheung Shui Heung (上水鄉), est l'un des rares établissements ruraux à avoir conservé ses douves d'origine construites en 1646. Caractérisé par son paysage, le village est le centre du clan Liu, dont les ancêtres ont émigré du Fujian pendant la dynastie Yuan (1271–1368). Le village est situé à Sheung Shui (en).

### Fanling Wai

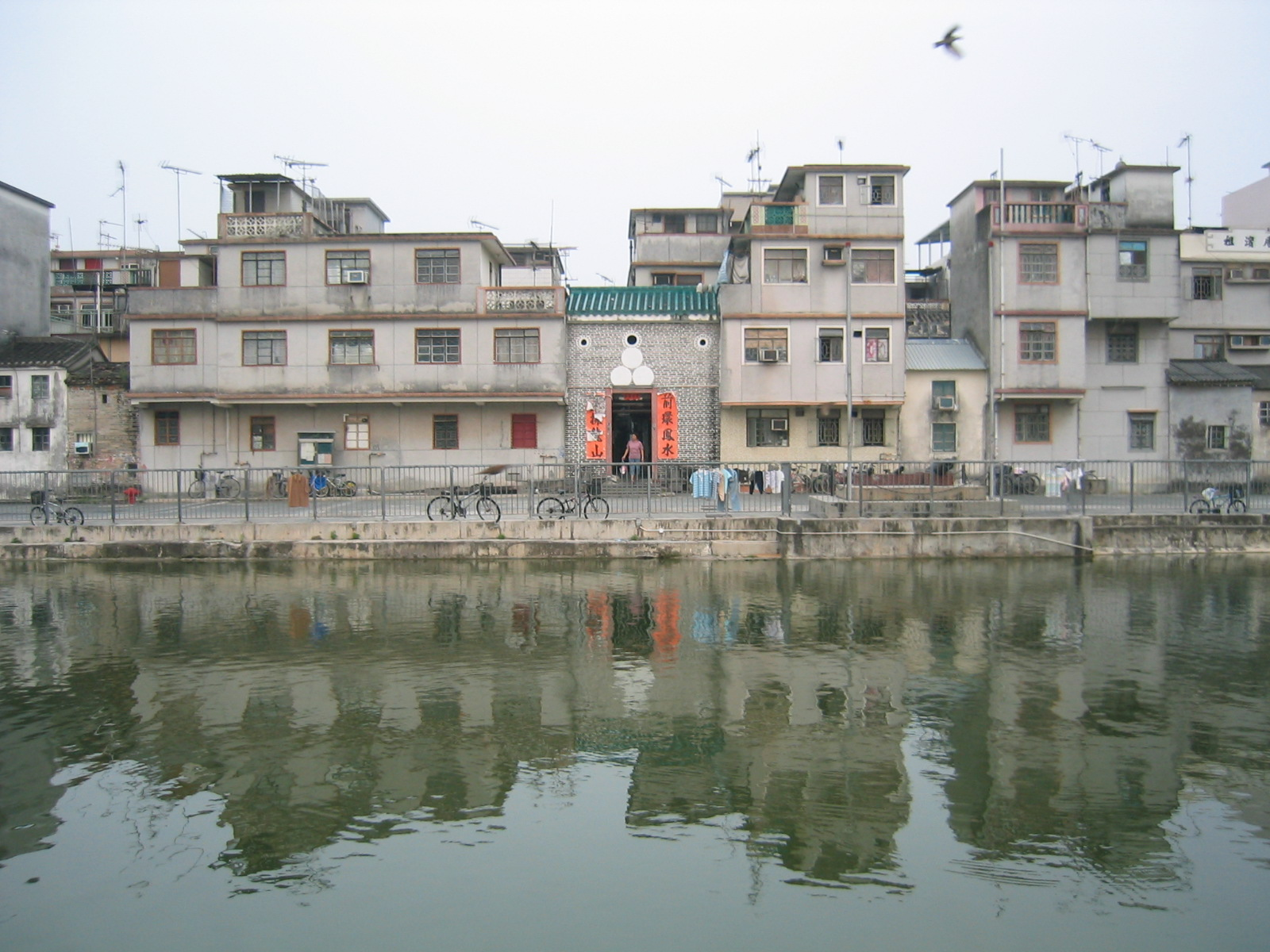
Houses reflecting in a pond at Fanling Wai.

Fanling Wai (粉嶺圍) est un village fortifié situé à Fanling et construit par le clan Pang (en) (彭).  Il est reconnaissable à son étang et ses caractéristiques particulières telles que des canons et des tours de guet. Tous ces éléments sont conçus pour faire partie intégrante du cadre du village. Fanling Wai est le centre du clan Pang qui est arrivé à Hong Kong à la fin de la dynastie Song.

### Nga Tsin Wai Tsuen
Nga Tsin Wai Tsuen (衙前圍村) est un village fortifié de Wong Tai Sin (en) à New Kowloon. C'est le seul village fortifié restant dans les zones urbaines bâties de Hong Kong. Nga Tsin Wai Tsuen est également le seul village fortifié restant à Kowloon. Il est situé près de San Po Kong (en). Le 18 juillet 2007, le gouvernement annonce son intention de réaménager Nga Tsin Wai Tsuen.

## Liste des villages fortifiés
Les villages fortifiés existants toujours comprennent :

### North District
| Nom                                    | Autre nom                                | Région et coordonnées                                | Notes et liens | Porte | Sanctuaire ou salle des ancêtres | Tour de guet |
| -------------------------------------- | ---------------------------------------- | ---------------------------------------------------- | --- | ----- | -------------------------------- | ------------ |
| Fanling Ching Wai (正圍)               | Fanling Chung Wai (中圍)                 | Fanling 22° 29′ 51″ N, 114° 08′ 07″ E                | Voir la section « Villages fortifiés célèbres » plus haut : Fanling Wai. |       | N/A                              |              |
| Hung Leng (孔嶺)                       |                                          | Fanling 22° 30′ 53″ N, 114° 10′ 04″ E                | Le temple de Hung Shing de Hung Leng est probablement construit en 1763. C'est le centre des Quatre Yeuk (四 約, alliance des quatre villages), à savoir Loi Tung, Lung Yeuk Tau, Lin Ma Hang et Tan Chuk Hang.               |       |                                  | N/A          |
| San Uk Tsai (新屋仔)                   | Tam Chuk Hang San Uk Tsai (丹竹坑新屋仔) | Fanling 22° 30′ 37″ N, 114° 10′ 45″ E                | San Uk Tsai est probablement établi avant 1688. |       |                                  | N/A          |
| Tan Chuk Hang Lo Wai (丹竹坑老圍)      |                                          | Fanling 22° 30′ 48″ N, 114° 10′ 33″ E                | Tan Chuk Hang Lo Wai est probablement établi avant 1688. Avec Tan Chuk Hang San Wai (aussi appelé Sheung Tan Chuk Hang), ils forment le village de Tan Chuk Hang (丹竹坑) 12.2f-14 - 12.2f-39                                 |       |                                  | N/A          |
| Lo Wai (老圍)                          |                                          | Lung Yeuk Tau, Fanling 22° 29′ 52″ N, 114° 09′ 07″ E | L'un des « cinq wais » de Lung Yeuk Tau. |       | N/A                              | N/A          |
| Ma Wat Wai (麻笏圍),                   | 鬱蔥圍                                   | Lung Yeuk Tau, Fanling 22° 29′ 56″ N, 114° 09′ 00″ E | L'un des « cinq wais » de Lung Yeuk Tau. |       |                                  |              |
| San Wai (新圍)                         | Kun Lung Wai (覲龍圍),                   | Lung Yeuk Tau, Fanling 22° 30′ 26″ N, 114° 08′ 54″ E | L'un des « cinq wais » de Lung Yeuk Tau. |       |                                  |              |
| Tung Kok Wai (東閣圍)                  | Ling Kok Wai (嶺角圍)                    | Lung Yeuk Tau, Fanling 22° 30′ 02″ N, 114° 09′ 13″ E | L'un des « cinq wais » de Lung Yeuk Tau. Les tours de guet aux quatre coins du village se sont effondrées, seules leurs bases existent aujourd'hui.                                                                           |       | N/A                              |              |
| Wing Ning Wai (永寧圍)                 | 六屋                                     | Lung Yeuk Tau, Fanling 22° 30′ 06″ N, 114° 09′ 01″ E | L'un des « cinq wais » de Lung Yeuk Tau. |       | N/A                              |              |
| Ha Wo Hang (下禾坑)                    |                                          | Sha Tau Kok 22° 31′ 38″ N, 114° 11′ 55″ E            | |       |                                  | N/A          |
| Kuk Po Lo Wai (谷埔老圍)               |                                          | Sha Tau Kok 22° 31′ 43″ N, 114° 14′ 18″ E            | |       |                                  | N/A          |
| Ma Tseuk Leng San Uk Ha (麻雀嶺新屋下) |                                          | Sha Tau Kok 22° 31′ 55″ N, 114° 12′ 12″ E            | |       |                                  | N/A          |
| Man Uk Pin (萬屋邊)                    |                                          | Sha Tau Kok 22° 31′ 35″ N, 114° 11′ 04″ E            | |       |                                  | N/A          |
| Sheung Wo Hang (上禾坑)                | Wo Hang (禾坑)                           | Sha Tau Kok 22° 31′ 25″ N, 114° 11′ 43″ E            | |       | N/A                              | N/A          |
| Hakka Wai (客家圍)                     |                                          | Sheung Shui 22° 30′ 11″ N, 114° 07′ 09″ E            | Un village fortifié Hakka situé dans la région de Tsung Pak Long. Sa construction commence dans les années 1900-1910 et est achevée en 1920.                                                                                  |       |                                  | N/A          |
| Ho Sheung Heung Lo Wai (河上鄉老圍)    | Pak Pin Wai (北邊圍)                     | Sheung Shui 22° 30′ 39″ N, 114° 06′ 31″ E            | Il y a quatre villages à Ho Sheung Heung, à savoir Nam Pin Wai, Pak Pin Wai, Chung Sum Tsuen et Chung Wai Tsuen (San Tsuen).                                                                                                  |       |                                  |              |
| Ping Kong (丙岡)                       |                                          | Sheung Shui 22° 29′ 26″ N, 114° 07′ 21″ E            | Le village a un temple de Tin Hau,. |       |                                  |              |
| Tai Tau Leng (大頭嶺)                  |                                          | Sheung Shui 22° 30′ 08″ N, 114° 07′ 21″ E            | |       | N/A                              | N/A          |
| Wai Loi Tsuen (圍內村)                 | Sheung Shui Wai (上水圍)                 | Sheung Shui 22° 30′ 35″ N, 114° 07′ 21″ E            | Construit vers 1584, Wai Loi Tsuen est l'établissement original de Sheung Shui Wai. C'est l'un des très rares établissements ruraux à avoir conservé ses douves d'origine. Il comporte un temple de Tin Hau et de Hung Shing. |       |                                  |              |
| Heung Yuen Wai (香園圍)                |                                          | Ta Kwu Ling 22° 31′ 38″ N, 114° 11′ 55″ E            | |       | N/A                              |              |
| Muk Wu (木湖)                          |                                          | Ta Kwu Ling 22° 32′ 22″ N, 114° 07′ 59″ E            | |       |                                  | N/A          |

### District de Sha Tin
| Nom                     | Autre nom            | Région et coordonnées                 | Notes et liens | Porte | Sanctuaire ou salle des ancêtres | Tour de guet |
| ----------------------- | -------------------- | ------------------------------------- | --- | ----- | -------------------------------- | ------------ |
| Tsang Tai Uk (曾大屋)   | Shan Ha Wai (山下圍) | Sha Tin 22° 22′ 26″ N, 114° 11′ 26″ E | Voir la section « Villages fortifiés célèbres » plus haut. |       |                                  |              |
| Chik Chuen Wai (積存圍) | Tai Wai (大圍)       | Tai Wai 22° 22′ 35″ N, 114° 10′ 44″ E | |       |                                  | N/A          |
| Tin Sam Wai (田心圍)    |                      | Tai Wai 22° 22′ 09″ N, 114° 10′ 40″ E | Tin Sam est fondé à la fin de la dynastie Ming. Les bâtiments historiques dans le village incluent les salles des ancêtres des Choi,, des Leung,, et des Liu, ainsi que la porte d'entrée, construite durant la dynastie Qing. |       | N/A                              | N/A          |

### District de Tai Po
| Nom                              | Autre nom                      | Région et coordonnées                                               | Notes et liens | Porte | Sanctuaire ou salle des ancêtres | Tour de guet |
| -------------------------------- | ------------------------------ | ------------------------------------------------------------------- | --- | ----- | -------------------------------- | ------------ |
| Kei Ling Ha Lo Wai (企嶺下老圍)  |                                | Shap Sze Heung, péninsule de Sai Kung 22° 24′ 40″ N, 114° 16′ 27″ E | |       |                                  | N/A          |
| Chung Sum Wai (中心圍)           | Tsing Chuen Wai (青磚圍)       | Tai Hang (Tai Po) 22° 28′ 09″ N, 114° 08′ 59″ E                     | |       | N/A                              |              |
| Fui Sha Wai (灰沙圍)             |                                | Tai Hang (Tai Po) 22° 28′ 12″ N, 114° 09′ 06″ E                     | Les murs de Fui Sha Wai sont construits par les villageois locaux au milieu de la dynastie Ming. Quatre tours de guet sont construites dans chaque coin pour la fortification. De nos jours, Fui Sha Wai reste un village exclusivement réservé au clan Man. |       | N/A                              |              |
| Pan Chung (泮涌)                 |                                | Tai Po 22° 26′ 43″ N, 114° 09′ 57″ E                                | Un village multi-clanique #1403 |       |                                  | N/A          |
| Tai Po Tau Shui Wai (大埔頭水圍) | Tai Po Tau Lo Wai (大埔頭老圍) | Tai Wo 22° 27′ 09″ N, 114° 09′ 27″ E                                | Tai Po Tau Shui Wai a été créé pendant la dynastie Song par une branche du clan Tang de Kam Tin. Les murs d'enceinte sont construits pendant la dynastie Ming.                                                                                               |       |                                  |              |

### District de Tsuen Wan
| Nom                  | Autre nom | Région et coordonnées                   | Notes et liens | Porte | Sanctuaire ou salle des ancêtres | Tour de guet |
| -------------------- | --------- | --------------------------------------- | --- | ----- | -------------------------------- | ------------ |
| Sam Tung Uk (三棟屋) |           | Tsuen Wan 22° 22′ 19″ N, 114° 07′ 13″ E | L'ancien village fortifié Hakka est converti en musée de Sam Tung Uk, et est aujourd'hui classé comme monument déclaré. |       |                                  | N/A          |

### District de Tuen Mun
| Nom                           | Autre nom                                    | Région et coordonnées                 | Notes et liens | Porte | Sanctuaire ou salle des ancêtres | Tour de guet |
| ----------------------------- | -------------------------------------------- | ------------------------------------- | --- | ----- | -------------------------------- | ------------ |
| Chung Uk Tsuen (鍾屋村)       | Kwong Tin Wai (廣田圍)                       | Lam Tei 22° 25′ 44″ N, 113° 59′ 33″ E | Les Chung de Chung Uk Tsuen ont émigré de Dongguan durant la dynastie Ming |       |                                  | N/A          |
| Lam Tei Tsuen (藍地村)        | Wing On Tsuen (永安村)                       | Lam Tei 22° 25′ 09″ N, 113° 59′ 02″ E | Établi par le clan To (陶) |       |                                  | N/A          |
| Nai Wai (泥圍)                | Wong Kong Wai (黃崗圍)                       | Lam Tei 22° 25′ 24″ N, 113° 59′ 19″ E | Établi par le clan To (陶) #1229 #1252 |       |                                  |              |
| Sun Fung Wai (順風圍)         | (順豐圍)                                     | Lam Tei 22° 25′ 28″ N, 113° 59′ 19″ E | Un village multi-lignage établi il y a environ 300 ans #875 #1262 |       |                                  |              |
| Tsing Chuen Wai (青磚圍)      | Mak Yuen Wai (麥園圍)                        | Lam Tei 22° 25′ 22″ N, 113° 58′ 55″ E | Établi par le clan To (陶) il y a environ 300 ans. Tin Hau, Kwan Tai et un fonctionnaire Qing sont vénérés dans le sanctuaire du village                                          |       |                                  |              |
| Tuen Mun San Tsuen (屯門新村) | San Tsuen Wai (新村圍) Tai Yuen Wai (大園圍) | Lam Tei 22° 25′ 06″ N, 113° 59′ 04″ E | Établi par le clan To (陶) |       |                                  | N/A          |
| Tuen Tsz Wai (屯子圍)         | Tin Tsz Wai (田子圍),                        | Lam Tei 22° 25′ 18″ N, 113° 58′ 53″ E | Établi par le clan Siu (蕭). Il est ensuite dirigé par le clan durant la dynastie Qing. La porte d'entrée est démolie et reconstruite plus à l'est pour des raisons de feng shui. |       |                                  |              |

### District de Wong Tai Sin
| Nom                           | Autre nom                             | Région et coordonnées                      | Notes et liens                                             | Porte | Sanctuaire ou salle des ancêtres | Tour de guet |
| ----------------------------- | ------------------------------------- | ------------------------------------------ | ---------------------------------------------------------- | ----- | -------------------------------- | ------------ |
| Nga Tsin Wai Tsuen (衙前圍村) | Hing Yau Yu Tsuen (慶有餘村) (餘慶圍) | Wong Tai Sin 22° 20′ 06″ N, 114° 11′ 36″ E | Voir la section « Villages fortifiés célèbres » plus haut. |       |                                  |              |

### District de Yuen Long
| Nom                            | Autre nom                                                              | Région et coordonnées                                   | Notes et liens | Porte | Sanctuaire ou salle des ancêtres | Tour de guet |
| ------------------------------ | ---------------------------------------------------------------------- | ------------------------------------------------------- | --- | ----- | -------------------------------- | ------------ |
| Mong Tseng Wai (輞井圍)        |                                                                        | Ha Tsuen 22° 28′ 39″ N, 114° 00′ 12″ E                  | |       |                                  | N/A          |
| San Wai (新圍)                 |                                                                        | Ha Tsuen 22° 27′ 06″ N, 113° 59′ 26″ E                  | |       | N/A                              | N/A          |
| Sha Kong Wai (沙江圍)          | Nam She (蚺蛇)                                                         | Ha Tsuen 22° 27′ 50″ N, 113° 59′ 27″ E                  | |       |                                  | N/A          |
| Sik Kong Wai (錫降圍)          |                                                                        | Ha Tsuen 22° 26′ 57″ N, 113° 59′ 31″ E                  | |       |                                  |              |
| Tseung Kong Wai (祥降圍)       | Lo Wai (老圍)                                                          | Ha Tsuen 22° 27′ 01″ N, 113° 59′ 16″ E                  | |       |                                  |              |
| Tin Sam Tsuen (田心村)         | Tin Sam Wai (田心圍)                                                   | Hung Shui Kiu 22° 26′ 07″ N, 113° 59′ 31″ E             | |       |                                  | N/A          |
| Kat Hing Wai (吉慶圍)          | Fui Sha Wai (灰沙圍)                                                   | Kam Tin 22° 26′ 23″ N, 114° 03′ 50″ E                   | Voir la section « Villages fortifiés célèbres » plus haut pp.56-58 |       |                                  |              |
| Tai Hong Wai (泰康圍)          |                                                                        | Kam Tin 22° 26′ 27″ N, 114° 03′ 55″ E                   | pp.56-58 |       |                                  |              |
| Wing Lung Wai (永隆圍)         | Sha Lan Mei (沙欄尾) ou Wing Lung Wai (永龍圍). Nom atuel depuis 1905. | Kam Tin 22° 26′ 24″ N, 114° 04′ 02″ E                   | Le village est fondé sous le règne de l'empereur Chenghua (1465-1487). Le mur d'enceinte est construit sous le règne de l'empereur Kangxi (1661-1722). Les douves datent des années 1960                          |       |                                  |              |
| Kam Hing Wai (錦慶圍)          |                                                                        | Kam Tin 22° 26′ 36″ N, 114° 03′ 41″ E                   | | N/A   |                                  | N/A          |
| Sha Po Tsuen (沙埔村)          |                                                                        | Kam Tin 22° 27′ 12″ N, 114° 03′ 17″ E                   | |       |                                  | N/A          |
| Hop Shan Wai (合山圍)          |                                                                        | Pat Heung 22° 25′ 41″ N, 114° 05′ 13″ E                 | Le village fortifié forme le cœur du village de Lin Fa Tei (蓮花地). |       |                                  | N/A          |
| Kiu Tau Wai (橋頭圍)           |                                                                        | Ping Shan 22° 26′ 35″ N, 114° 00′ 15″ E                 | L'un des « trois wais » de cette partie de Ping Shan. |       |                                  |              |
| Fui Sha Wai (灰沙圍)           |                                                                        | Ping Shan 22° 26′ 18″ N, 114° 00′ 23″ E                 | L'un des « trois wais » de cette partie de Ping Shan. |       |                                  | N/A          |
| Sheung Cheung Wai (上璋圍)     | Sheung Cheung Wai (上章圍)                                             | Ping Shan 22° 26′ 48″ N, 114° 00′ 24″ E                 | L'un des « trois wais » de cette partie de Ping Shan. Construit il y a environ 200 ans par une lignée du clan Tang de Hang Tau Tsuen. L'étage inférieur de la tour de guet sud-ouest est le seul vestige restant. |       |                                  |              |
| Shek Po Tsuen (石埔村)         | Shek Po Wai (石步圍)                                                   | Ping Shan 22° 26′ 27″ N, 113° 59′ 46″ E                 | |       |                                  | N/A          |
| Lam Hau Tsuen (欖口村)         |                                                                        | Ping Shan 22° 26′ 06″ N, 114° 01′ 06″ E                 | |       |                                  | N/A          |
| Shan Ha Tsuen (山下村)         | 山廈村                                                                 | Ping Shan 22° 25′ 56″ N, 114° 00′ 59″ E                 | |       |                                  | N/A          |
| Yan Shau Wai (仁壽圍)          |                                                                        | San Tin 22° 30′ 06″ N, 114° 04′ 30″ E                   | |       |                                  |              |
| Shek Wu Wai (石湖圍)           |                                                                        | San Tin 22° 29′ 31″ N, 114° 04′ 21″ E                   | |       |                                  | N/A          |
| Pok Wai (壆圍)                 |                                                                        | San Tin 22° 27′ 56″ N, 114° 03′ 08″ E                   | |       |                                  |              |
| Ma Tin Tsuen (馬田村)          |                                                                        | Shap Pat Heung 22° 26′ 22″ N, 114° 01′ 25″ E            | |       |                                  | N/A          |
| Tin Liu Tsuen (田寮村)         |                                                                        | Shap Pat Heung 22° 25′ 58″ N, 114° 01′ 29″ E            | Le sanctuaire principal du village est dédié à Tai Wong (en), qui est considéré comme la divinité protectrice du village. Reconstruit en 1935, il se trouve sur l'axe central du village avec la porte d'entrée.  |       |                                  | N/A          |
| Muk Kiu Tau Tsuen (木橋頭村)   |                                                                        | Shap Pat Heung 22° 25′ 45″ N, 114° 01′ 29″ E            | |       |                                  | N/A          |
| Shui Tsiu San Tsuen (水蕉新村) |                                                                        | Shap Pat Heung 22° 25′ 32″ N, 114° 01′ 41″ E            | La porte d'entrée est détruite et reconstruite en 2017 par les habitants du village. Certaines ruines des bâtiments d'origine subsistent.                                                                         |       |                                  | N/A          |
| Pak Sha Tsuen (白沙村)         |                                                                        | Shap Pat Heung 22° 25′ 17″ N, 114° 01′ 17″ E            | |       |                                  | N/A          |
| Shui Pin Wai (水邊圍)          | 鴨乸圍                                                                 | Wang Chau 22° 26′ 41″ N, 114° 01′ 07″ E                 | | N/A   |                                  | N/A          |
| Chung Sam Wai (中心圍)         |                                                                        | Wang Chau 22° 27′ 14″ N, 114° 01′ 37″ E                 | |       |                                  | N/A          |
| Tai Tseng Wai (大井圍)         |                                                                        | Wang Chau 22° 27′ 47″ N, 114° 01′ 14″ E                 | |       |                                  | N/A          |
| Nam Pin Wai (南邊圍)           |                                                                        | Yuen Long Kau Hui 22° 26′ 51″ N, 114° 01′ 59″ E         | |       |                                  | N/A          |
| Sai Pin Wai (西邊圍)           |                                                                        | Yuen Long Kau Hui 22° 26′ 53″ N, 114° 01′ 56″ E         | |       |                                  | N/A          |
| Tai Wai Tsuen (大圍村)         | 22° 26′ 49″ N, 114° 02′ 16″ E                                          | Yuen Long Kau Hui                                       | Le village a été fondé par le clan Wong et le clan Choi vers le début du XVIe siècle |       |                                  | N/A          |
| Ying Lung Wai (英龍圍)         |                                                                        | Yuen Long Kau Hui 22° 26′ 50″ N, 114° 02′ 13″ E         | Le village est établi par les Tang de Kam Tin, qui étaient à l'origine à Nam Pin Wai mais qui ont déménagé dans la région pour établir le village pour des raisons de feng shui                                   |       |                                  | N/A          |
| Tai Kiu (大橋)                 |                                                                        | West of Yuen Long Kau Hui 22° 26′ 48″ N, 114° 01′ 37″ E | |       | N/A                              | N/A          |

## Non confirmé
Les villages suivants sont probablement des villages fortifiés, bien que cela ne soit pas confirmé :
| Nom                  | Autre nom | Région et coordonnées                                          | Notes et liens                                     | Porte | Sanctuaire ou salle des ancêtres | Tour de guet |
| -------------------- | --------- | -------------------------------------------------------------- | -------------------------------------------------- | ----- | -------------------------------- | ------------ |
| Sai Tau Wai (西頭圍) |           | Wang Chau, district de Yuen Long 22° 27′ 11″ N, 114° 01′ 33″ E |                                                    | N/A   |                                  | N/A          |
| Tsz Tin Wai (子田圍) |           | Lam Tei, district de Tuen Mun 22° 24′ 58″ N, 113° 58′ 29″ E    | Le village est enclavé dans Tsz Tin Tsuen (紫田村) | N/A   |                                  | N/A          |

## Autres villages fortifiés
Un certain nombre de villages anciens de Hong Kong disposent d'un mur, construit à des fins défensives ou pour le feng shui, et une porte d'entrée, mais ne sont pas considérés comme des villages fortifiés traditionnels. Cela inclut :
| Nom                                        | Autre nom | Région et coordonnées                                                | Notes et liens                         | Porte | Sanctuaire ou salle des ancêtres | Tour de l'horloge |
| ------------------------------------------ | --------- | -------------------------------------------------------------------- | -------------------------------------- | ----- | -------------------------------- | ----------------- |
| Pak Mong (白芒)                            |           | Île de Lantau, Islands District 22° 17′ 43″ N, 113° 58′ 17″ E        |                                        |       | N/A                              |                   |
| Sha Lo Wan Tsuen (沙螺灣村)                |           | Île de Lantau, Islands District 22° 17′ 07″ N, 113° 54′ 09″ E        |                                        |       | N/A                              | N/A               |
| Wing Ning Tsuen (永寧村)                   |           | Lung Yeuk Tau, Fanling, North District 22° 30′ 04″ N, 114° 09′ 03″ E |                                        |       | N/A                              | N/A               |
| Chow Tin Tsuen (週田村)                    |           | Ta Kwu Ling, North District 22° 32′ 10″ N, 114° 08′ 43″ E            |                                        |       |                                  |                   |
| Lai Chi Wo (荔枝窩)                        |           | Sha Tau Kok, North District 22° 31′ 37″ N, 114° 15′ 34″ E            | Village hakka.                         |       |                                  | N/A               |
| Village de Sheung Yiu (上窰村)             |           | Pak Tam Chung, district de Sai Kung 22° 23′ 33″ N, 114° 19′ 18″ E    | Village hakka.                         |       | N/A                              | N/A               |
| Pak Sha O (白沙澳)                         |           | Sai Kung North, district de Tai Po 22° 26′ 56″ N, 114° 19′ 10″ E     |                                        |       |                                  |                   |
| Pak Sha O Ha Yeung (白沙澳下洋)            |           | Sai Kung North, district de Tai Po 22° 27′ 13″ N, 114° 19′ 29″ E     |                                        |       |                                  |                   |
| Tung Tau Tsuen (東頭村)                    |           | Ha Tsuen, district de Yuen Longt 22° 27′ 11″ N, 113° 59′ 34″ E       |                                        |       |                                  |                   |
| Wang Toi Shan Wing Ning Lei (橫台山永寧里) |           | Pat Heung, district de Yuen Long 22° 26′ 31″ N, 114° 05′ 45″ E       |                                        |       |                                  |                   |
| Wing Ping Tsuen (永平村)                   |           | San Tin, district de Yuen Long 22° 30′ 02″ N, 114° 04′ 35″ E         |                                        |       |                                  |                   |
| Yeung Ka Tsuen (楊家村)                    |           | Shap Pat Heung, district de Yuen Long 22° 24′ 40″ N, 114° 01′ 14″ E  |                                        |       |                                  |                   |
| Ng Uk Tsuen (吳屋村)                       |           | Wang Chau, district de Yuen Long 22° 27′ 53″ N, 114° 01′ 17″ E       | Le village dispose d'un Tin Hau Temple |       |                                  | N/A               |

## Wais non fortifiés
Les villages suivants ne sont pas des villages fortifiés et ne l'ont jamais été, malgré le terme « wai » dans leur nom.
- Fan Ling Nam Wai (en) (粉嶺南圍)
- Fan Ling Pak Wai (en) (粉嶺北圍)
- Fung Ka Wai (en) (馮家圍)
- Ha Wai (en) (下圍)
- Hok Tau Wai (en) (鶴數圍)
- Kam Tsin Wai (en) (金錢圍)
- Kan Tau Wai (en) (簡頭圍)
- Kat O Sheung Wai (en) (吉澳上圍)
- Kau Lung Hang Kau Wai (en) (九龍坑舊圍)
- Kau Lung Hang San Wai (en) (九龍坑新圍)
- Kau Shi Wai (狗屎圍), renommé Fung Mei Wai (en) (鳯美圍)
- Kei Ling Ha San Wai (en) (企嶺下新圍)
- Kei Lun Wai (en) (麒麟圍)
- Lo Wai (en) (Tsuen Wan) (老圍(荃灣))
- Luk Keng Ha Wai (en) (鹿頸下圍)
- Luk Keng Sheung Wai (en) (鹿頸上圍)
- Mai Po Lo Wai (米埔老圍)
- Nam Pin Wai (Sai Kung) (南邊圍(西貢))
- Nam Wai (en) (南圍)
- Pak Wai (en) (Kam Tin) (北圍(錦田))
- Pak Wai (en) (Sai Kung) (北圍(西貢))
- Pui O Lo Wai (en) (貝澳老圍)
- San Lung Wai (新隆圍)
- San Tin Ha San Wai (新田下新圍)
- San Tin Sheung San Wai (新田上新圍)
- Sha Lo Tung Lo Wai (en) (沙螺洞老圍)
- Sha Tin Wai (en) (沙田圍)
- Shek Pok Wai (石5 圍)
- Shek Tau Wai (石頭圍)
- Sheung Kwai Chung Wai (上癸涌圍)
- Shui Tsiu Lo Wai (en) (水蕉老圍)
- So Kwun Wat Lo Wai (en) (掃管笏老圍)
- Tai Po Kau Lo Wai (en) (大埔滘老圍)
- Tai Po Kau San Wai (en) (大埔滘新圍)
- Tai Shang Wai (大生圍)
- Tap Mun Chung Wai (en) (塔門中圍)
- Tap Mun Ha Wai (en) (塔門下圍)
- Tap Mun Sheung Wai (en) (塔門上圍)
- To Yuen Wai (en) (桃園圍)
- Tseng Tau Wai (井頭圍)
- Tsing Chuen Wai (Yuen Long) (靑磚圍(元朗))
- Tsiu Keng Lo Wai (en) (蕉徑老圍)
- Tsiu Keng San Wai (en) (蕉徑新圍)
- Tung Chan Wai (en) (東鎭圍)
- Tung Tau Wai (en) (東頭圍)
- Wong Chuk Hang San Wai (en) (黃竹坑新圍)
- Wong Ka Wai (en) (黃家圍)
- Wu Kau Tang Lo Wai (en) (烏蛟滕老圍)